# Judgment Day 2005
Judgment Day 2005 was een professioneel worstel-pay-per-view (PPV) evenement dat geproduceerd werd door de World Wrestling Entertainment (WWE). Dit evenement was de 7de editie van Judgment Day en vond plaats in de Target Center in Minneapolis, Minnesota op 22 mei 2005.

## Matchen
| Nr.                                                                          | Match | Winnaar(s)      |
| ---------------------------------------------------------------------------- | --- | --------------- |
| -                                                                            | Nunzio vs. Akio in een een-op-een match                                                                          | Nunzio          |
| 1                                                                            | MNM (c) (met Melina) vs. Hardcore Holly en Charlie Haas in een tag team match voor het WWE Tag Team Championship | MNM (c)         |
| 2                                                                            | Carlito (met Matt Morgan) vs. The Big Show in een een-op-een match                                               | Carlito         |
| 3                                                                            | Paul London (c) vs. Chavo Guerrero in een een-op-een match voor het WWE Cruiserweight Championship               | Paul London (c) |
| 4                                                                            | Kurt Angle vs. Booker T in een een-op-een match                                                                  | Booker T        |
| 5                                                                            | Orlando Jordan (c) vs. Heidenreich in een een-op-een match voor het WWE United States Championship               | Orlando Jordan  |
| 6                                                                            | Rey Mysterio vs. Eddie Guerrero in een een-op-een match                                                          | Rey Mysterio    |
| 7                                                                            | John Cena (c) vs. John "Bradshaw" Layfield in een "I Quit" match voor het WWE Championship                       | John Cena (c)   |
| (c) huidige kampioen voor en na de match \| (nc) nieuwe kampioen na de match | |                 |